# Campylotropis pinetorum
Campylotropis pinetorum är en ärtväxtart som först beskrevs av Wilhelm Sulpiz Kurz, och fick sitt nu gällande namn av Anton Karl Schindler. Campylotropis pinetorum ingår i släktet Campylotropis och familjen ärtväxter. Utöver nominatformen finns också underarten C. p. velutinum.